# Insenatura di Gardner
L'insenatura di Gardner (in inglese Gardner Inlet) è un'insenatura ricoperta di ghiaccio, situata sul lato sud-occidentale della penisola Bowman, nella costa di Lassiter, nella parte sud-orientale della Terra di Palmer, in Antartide. 
All'interno dell'insenatura o comunque delle cale situate sulla sua costa, si gettano diversi ghiacciai, tra cui l'Irvine, il Ketchum e il Wetmore.

## Storia
L'insenatura di Gardner fu scoperta nel 1947 nel corso della spedizione di ricerca antartica condotta nel 1947-48 e comandata da Finn Rønne, e fu da quest'ultimo battezzata in onore di Irvine Clifton Gardner, un fisico del National Bureau of Standards e membro dell'American Antarctic Association, Inc., l'organizzazione che mise a punto i piani e i preparativi per la spedizione, come ringraziamento per il suo lavoro nel campo delle ottiche applicate alla fotografia aerea, che diede un importante contributo a questa tecnica di esplorazione polare.